# 塔坛站
塔坛站是石家庄地铁2号线的地铁车站，位于中华人民共和国河北省石家庄市桥西区与裕华区交界平安南大街与塔丰路交叉口北侧，于2020年8月26日开通。

## 车站结构
塔坛站位于平安南大街与塔丰路交叉口北侧，沿平安南大街设置，呈南北走向，为地下两层岛式站台车站，车站长225.8米，标准段宽20.9米，车站地下一层为站厅层，地下二层为站台层，站台设置全高站台门。车站南侧设有一条单渡线。
| 地面              | 出入口 | A、C、D出入口                                                                                                   |
| 地下一层          | 站厅   | 客服中心、自动售票机、验票机                                                                                    |
| 地下二层          | 站台   | \| \| \| █ 2号线往柳辛庄（石家庄站） \| \| 島式 · 開左邊车门 \| \| \| \| \| \| █ 2号线往嘉华路（仓丰路留村） \| |
|                   |        | █ 2号线往柳辛庄（石家庄站）                                                                                     |
| 島式 · 開左邊车门 |        | |
|                   |        | █ 2号线往嘉华路（仓丰路留村）                                                                                   |

## 车站出口
塔坛站目前开放3个出入口，各出口及周围设施如下所示：
| 出口编号                             | 照片 | 地点                                   | 可到达目的地                       |
| ------------------------------------ | ---- | -------------------------------------- | ---------------------------------- |
| 出口 · A · 扶手电梯标志              |      | 平安南大街（东侧），南二环东路（南侧） | 观宸公园                           |
| 出口 · C · 升降机标志 · 扶手电梯标志 |      | 平安南大街（东侧），塔丰路（北侧）     | 泰丰观湖，塔坛国际商贸城，塔谈新村 |
| 出口 · D · 扶手电梯标志              |      | 平安南大街（西侧），南二环东路（南侧） | 塔坛国际商贸城                     |
| 註： 設有 \| 設有扶手電梯            |      |                                        |                                    |

## 接驳交通

### 公交车
- 胜利塔丰路口：2路，803路
- 塔坛东：7路，205路，315路，803路

## 历史
本站工程名为塔谈站，正式站名为塔坛站，以车站所处的塔坛社区命名。
- 2018年3月27日，车站主体结构封顶[3]。
- 2020年8月26日，本站随2号线通车开通[2]。
- 2021年1月9日，受新冠疫情影响，车站暂停运营[5]。2月19日，车站恢复运营[6]。
- 2022年8月28日，受新冠疫情影响，车站暂停运营[7]。9月6日，车站恢复运营[8]。